# Panagiotis Poulitsas

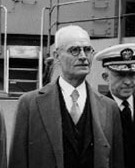
Panagiotis Poulitsas

Panagiotis Poulitsas (griechisch Παναγιώτης Πουλίτσας, * 9. September 1881  in Geraki; † 16. Januar 1968 in Lakonien) war ein griechischer Politiker und ehemaliger Ministerpräsident.
Poulitsas absolvierte ein Studium der Rechtswissenschaften und war später als Richter tätig.
Nach den Wahlen zur Nationalversammlung (Voulí ton Ellínon) vom 31. März 1946 war er vom 4. bis zum 18. April 1946 Ministerpräsident einer Übergangsregierung.
1947 wurde er zum Mitglied der Archäologischen Gesellschaft zu Athen ernannt. Er war seit 1947 bis zu seinem Tode auch Mitglied der Akademie von Athen, deren Präsident er 1957 war.

## Biographische Quellen und Hintergrundinformationen
- Biographische Notizen
- Wahlergebnisse 1946–1958
- Ministerlisten der Regierungen 1946–1951 (Memento vom 17. Juli 2012 im Internet Archive)